# Tipulodina mcclureana
Tipulodina mcclureana är en tvåvingeart som först beskrevs av Alexander 1968.  Tipulodina mcclureana ingår i släktet Tipulodina och familjen storharkrankar. Inga underarter finns listade i Catalogue of Life.